# Premier League Malti 2012-2013
La Premier League maltese 2012-2013 (ufficialmente BOV Premier League 2011-2012, per ragioni di sponsorizzazione) è stata la 98ª edizione della massima serie del campionato maltese di calcio. La stagione è iniziata il 18 agosto 2012 ed è terminata il 5 maggio 2013. Il Valletta era la squadra campione in carica. Il Birkirkara si è laureato campione di Malta per la quarta volta nella sua storia.

## Regolamento
Il campionato è diviso in due fasi. Nella prima le 12 squadre si affrontano in un girone di andata e ritorno, per un totale di 22 giornate. Al termine, le prime 6 partecipano alla poule scudetto, mentre le ultime 6 prendono parte alla poule retrocessione.
Le due poule si svolgono con gironi di andata e ritorno, per un totale di 10 giornate. Le squadre partono con un numero di punti pari alla metà di quelli ottenuti nella prima fase (il numero è arrotondato per difetto, se ottengono un punteggio dispari).
La squadra campione di Malta è ammessa al secondo turno di qualificazione della UEFA Champions League 2013-2014.
La seconda e la terza classifica sono ammesse al primo turno di qualificazione della UEFA Europa League 2013-2014.
Le ultime due classificate della poule retrocessione sono retrocesse in prima divisione.

## Squadre partecipanti
| Club             | Città        | Stadio                         | Posizione 2011-2012         |
| ---------------- | ------------ | ------------------------------ | --------------------------- |
| Balzan           | Balzan       | Stadio di Ta' Qali             | 6º posto                    |
| Birkirkara       | Birkirkara   | Infetti Ground                 | 3º posto                    |
| Floriana         | Floriana     | Stadio Victor Tedesco (Ħamrun) | 4º posto                    |
| Ħamrun Spartans  | Ħamrun       | Stadio Victor Tedesco          | 10º posto                   |
| Hibernians       | Paola        | Stadio Hibernians              | 2º posto                    |
| Melita           | San Giuliano | Gianni Bencini Ground          | 1º posto in Prima divisione |
| Mosta            | Musta        | Charles Abela Stadium          | 8º posto                    |
| Qormi            | Qormi        | Thomaso Grounds                | 7º posto                    |
| Rabat Ajax       | Rabat        | Rabat Ajax Football Ground     | 2º posto in Prima divisione |
| Sliema Wanderers | Sliema       | Tigné Point                    | 5º posto                    |
| Tarxien Rainbows | Tarxien      | Tarxien Ground                 | 9º posto                    |
| Valletta         | La Valletta  | Salinos Ground                 | Campione di Malta           |

## Prima fase

### Classifica
|  | Pos. | Squadra          | Pt | G  | V  | N | P  | GF | GS | DR  |
|  | ---- | ---------------- | -- | -- | -- | - | -- | -- | -- | --- |
|  | 1.   | Valletta         | 46 | 22 | 13 | 7 | 2  | 49 | 15 | +34 |
|  | 2.   | Birkirkara       | 45 | 22 | 14 | 3 | 5  | 47 | 24 | +23 |
|  | 3.   | Hibernians       | 43 | 22 | 12 | 7 | 3  | 47 | 19 | +28 |
|  | 4.   | Sliema Wanderers | 38 | 22 | 11 | 5 | 6  | 39 | 32 | +7  |
|  | 5.   | Mosta            | 37 | 22 | 11 | 4 | 7  | 34 | 22 | +12 |
|  | 6.   | Tarxien Rainbows | 34 | 22 | 11 | 1 | 10 | 39 | 33 | +6  |
|  | 7.   | Balzan           | 30 | 22 | 9  | 3 | 10 | 32 | 34 | -2  |
|  | 8.   | Qormi            | 27 | 22 | 7  | 6 | 9  | 34 | 36 | -2  |
|  | 9.   | Floriana         | 24 | 22 | 5  | 9 | 8  | 26 | 31 | -5  |
|  | 10.  | Ħamrun Spartans  | 16 | 22 | 4  | 4 | 14 | 24 | 58 | -34 |
|  | 11.  | Melita           | 14 | 22 | 3  | 5 | 14 | 18 | 56 | -38 |
|  | 12.  | Rabat Ajax       | 11 | 22 | 1  | 8 | 13 | 16 | 45 | -29 |

Legenda:

      Ammesse alla poule scudetto

      Ammesse alla poule retrocessione

### Risultati
|                  | Bal  | Bir  | Flo  | Ħam  | Hib  | Mel  | Mos  | Qor  | Rab  | Sli  | Tar  | Val  |
| ---------------- | ---- | ---- | ---- | ---- | ---- | ---- | ---- | ---- | ---- | ---- | ---- | ---- |
| Balzan           | –––– | 1-2  | 1-3  | 3-2  | 2-3  | 2-1  | 0-0  | 2-1  | 1-1  | 1-0  | 3-4  | 1-1  |
| Birkirkara       | 2-2  | –––– | 1-1  | 1-3  | 1-0  | 4-0  | 7-1  | 2-1  | 2-0  | 1-3  | 5-0  | 1-1  |
| Floriana         | 3-1  | 0-3  | –––– | 1-1  | 0-3  | 0-0  | 1-2  | 2-2  | 3-0  | 2-0  | 2-3  | 0-2  |
| Ħamrun Spartans  | 2-2  | 0-3  | 0-2  | –––– | 1-6  | 0-1  | 0-3  | 1-0  | 1-1  | 0-2  | 1-1  | 2-8  |
| Hibernians       | 2-0  | 0-0  | 1-0  | 2-1  | –––– | 3-1  | 3-2  | 0-1  | 6-0  | 2-1  | 0-0  | 0-1  |
| Melita           | 0-4  | 0-3  | 2-2  | 1-3  | 1-5  | –––– | 0-5  | 1-2  | 3-3  | 0-0  | 0-3  | 1-5  |
| Mosta            | 2-0  | 0-1  | 3-1  | 4-1  | 0-1  | 3-1  | –––– | 4-2  | 2-0  | 0-2  | 1-3  | 1-3  |
| Qormi            | 1-2  | 1-1  | 0-0  | 4-0  | 2-4  | 2-3  | 2-1  | –––– | 3-0  | 2-1  | 2-1  | 0-2  |
| Rabat Ajax       | 0-2  | 3-3  | 1-1  | 1-3  | 0-3  | 0-0  | 3-2  | 0-1  | –––– | 0-2  | 1-3  | 1-1  |
| Sliema Wanderers | 3-2  | 0-0  | 1-1  | 2-1  | 4-0  | 4-0  | 0-2  | 3-1  | 1-0  | –––– | 1-2  | 0-2  |
| Tarxien Rainbows | 2-1  | 1-4  | 1-1  | 4-1  | 2-2  | 2-0  | 2-0  | 1-2  | 1-0  | 2-3  | –––– | 1-1  |
| Valletta         | 1-1  | 1-0  | 3-0  | 6-0  | 4-1  | 1-2  | 0-1  | 3-0  | 1-1  | 1-1  | 1-0  | –––– |

## Verdetti
- Campione di Malta: Birkirkara
- In UEFA Champions League 2013-2014: Birkirkara
- In UEFA Europa League 2013-2014: Hibernians, Valletta e  Sliema Wanderers
- Retrocesse in Prima Divisione: Melita